# Världsmästerskapet i schack 1961
Världsmästerskapet i schack 1961 var en titelmatch mellan den regerande världsmästaren Michail Tal och utmanaren Michail Botvinnik. Den spelades i Moskva mellan den 15 mars och 13 maj 1961. Det var en returmatch efter att Botvinnik förlorat titeln 1960. Matchen spelades över 24 partier och slutade med att Botvinnik tog tillbaka världsmästartiteln.
Botvinniks överlägsna seger var en överraskning. Innan matchen höll de flesta Tal för favorit, inte minst för att han var hälften så gammal som Botvinnik. Matchen innebar att Botvinnik tog tillbaka titeln på samma sätt som han gjort 1958 och blev världsmästare för tredje gången. Efter den här matchen avskaffade FIDE världsmästarens rätt till en returmatch.
Det gick rykten om att Tal hade hälsoproblem men han förklarade själv att han mådde bra. Senare har framkommit att Tals läkare i Riga avrådde från spel, men att Botvinnik krävde att Tal skulle undersökas av läkare i Moskva för att matchen skulle skjutas upp. Tal valde då att spela matchen. Att Tal hade njurproblem visade sig också året efter när Tal fick avbryta kandidatturneringen 1962 och läggas in på sjukhus.

## Regler
Titelmatchen spelades som bäst av 24 partier. Man spelade tre partier varje vecka. Vid ett oavgjort resultat (12–12) behöll den regerande mästaren titeln.

## Resultat
| Namn              | Parti | Parti | Parti | Parti | Parti | Parti | Parti | Parti | Parti | Parti | Parti | Parti | Parti | Parti | Parti | Parti | Parti | Parti | Parti | Parti | Parti | Poäng |
| Namn              | 1     | 2     | 3     | 4     | 5     | 6     | 7     | 8     | 9     | 10    | 11    | 12    | 13    | 14    | 15    | 16    | 17    | 18    | 19    | 20    | 21    | Poäng |
| ----------------- | ----- | ----- | ----- | ----- | ----- | ----- | ----- | ----- | ----- | ----- | ----- | ----- | ----- | ----- | ----- | ----- | ----- | ----- | ----- | ----- | ----- | ----- |
| Michail Tal       | 0     | 1     | 0     | ½     | ½     | ½     | 0     | 1     | 0     | 0     | 0     | 1     | 0     | ½     | 0     | ½     | 1     | 0     | 1     | ½     | 0     | 8     |
| Michail Botvinnik | 1     | 0     | 1     | ½     | ½     | ½     | 1     | 0     | 1     | 1     | 1     | 0     | 1     | ½     | 1     | ½     | 0     | 1     | 0     | ½     | 1     | 13    |